# Norm Schachter
Norm Schachter (* 30. April 1914 in Brooklyn, New York City; † 5. Oktober 2004 in San Pedro, Kalifornien) war ein US-amerikanischer Schiedsrichter im American Football, der von der Saison 1954 bis 1975 in der NFL tätig war. Er war Schiedsrichter des AFL-NFL Championship Games im Jahr 1967, welches heute als Super Bowl I bekannt ist, sowie der Super Bowls V und X. Er trug die Uniform mit der Nummer 56.

## Karriere
Schachter begann im Jahr 1954 seine NFL-Laufbahn als Hauptschiedsrichter.
Er leitete den ersten Super Bowl am 15. Januar 1967 sowie die Super Bowls V und X. Zudem war er Schiedsrichter des ersten Monday-Night-Football-Spiels am 21. September 1970.
Nach seinem Rücktritt als Hauptschiedsrichter ernannte die NFL Red Cashion als Nachfolger.
Er wurde im Jahr 1993 mit dem NFLRA Honoree Award ausgezeichnet.